# Basilique Notre-Dame de Licheń
Pour les articles homonymes, voir Lichen (homonymie).
La basilique Notre-Dame de Licheń est un édifice religieux situé à Licheń Stary en Pologne. Sa construction a duré de 1994 à 2004.
C'est la plus grande église de Pologne par sa superficie, au cœur du sanctuaire de Notre-Dame-des-Douleurs, Reine-de-Pologne (pl). À l'intérieur de la basilique se trouve une icône de la Vierge, vénérée par plusieurs millions de pèlerins chaque année.
Les grandes orgues de la basilique comptent parmi les plus imposantes d'Europe, avec 157 rangs de tuyaux et une console à six claviers.

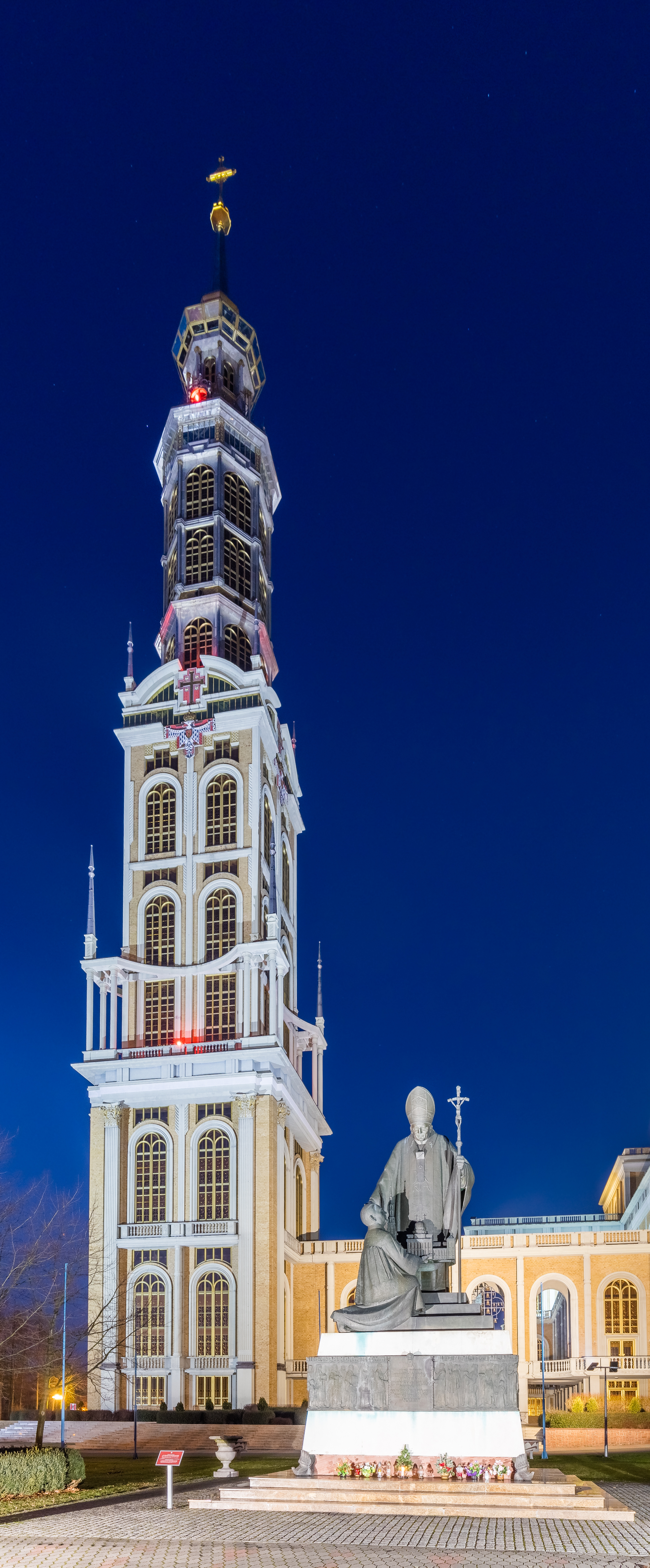
La tour, haute de 141,5 m, avec ses deux plates-formes d'observation.
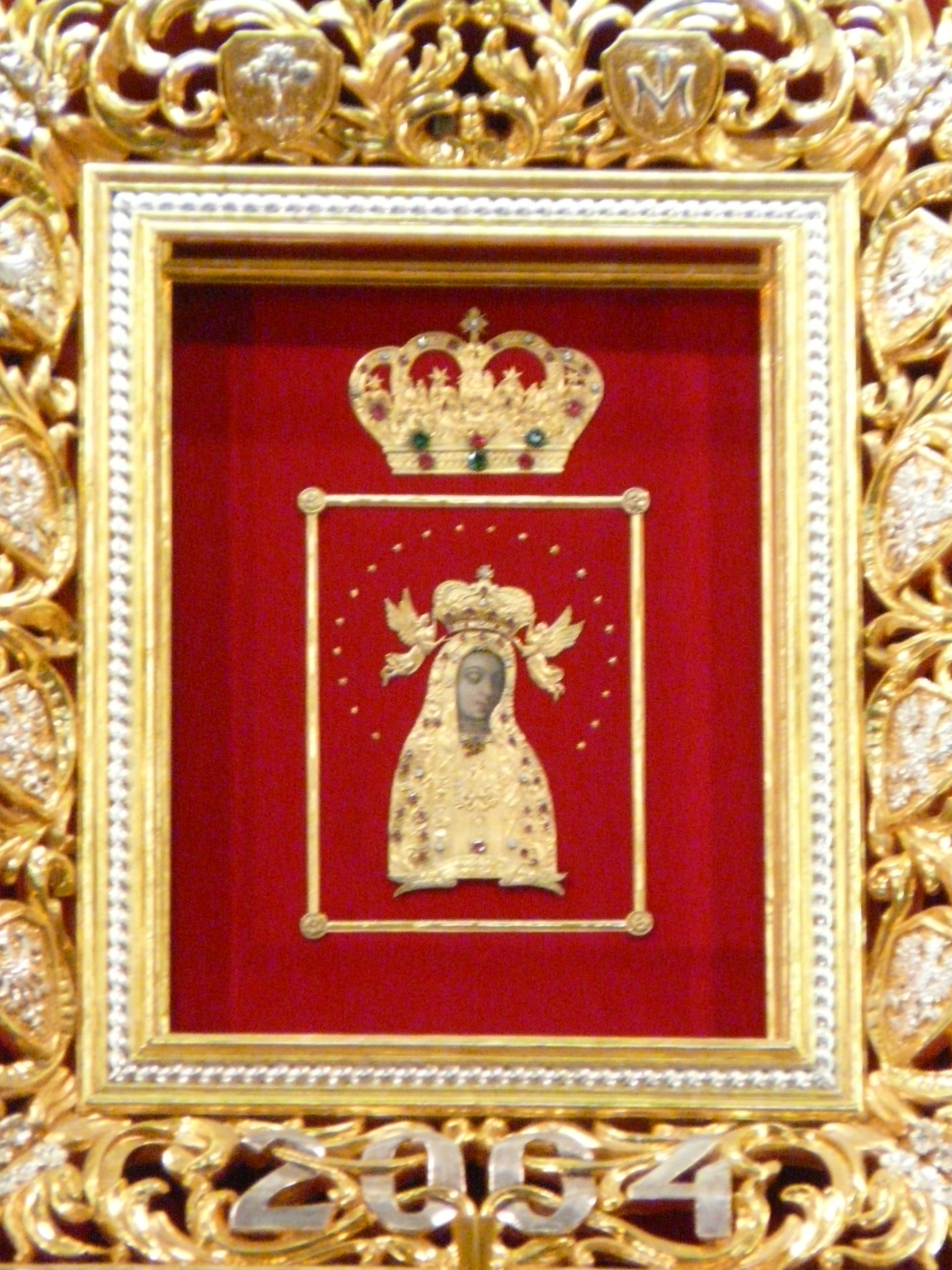
Notre-Dame des Douleurs, Reine de Pologne.

## Historique
L'histoire de Lichen, située dans l'est de la Grande Pologne, relié par d'importantes voies de communication, est étroitement liée à l'histoire de la Pologne.

### Avant les apparitions de 1850
L'emplacement favorable du village a favorisé le peuplement, dont des traces de l'époque païenne ont été découvertes lors de travaux de rénovation et de fouilles à l'église Sainte-Dorothée. Probablement la plus ancienne croix érigée par Piotr Dunin a été faite de granite provenant de l'autel dédié aux divinités antiques. Les valeurs géographiques de Lichen ont également fait de Lichen le siège d'une paroisse chrétienne. Les premières mentions d'aumôniers à Lichen datent de 1232, et la paroisse de sainte Dorothée a été fondée en 1415. À partir du milieu du XVe siècle, Lichen était considérée comme une ville, qui s'est également développée au XVIe siècle et au début du XVIIe siècle. L'invasion suédoise y mit un terme. Le tournant des XVIIIe et XIXe siècles. Ainsi, les temps de la perte de l'indépendance de la Pologne sont aussi des temps difficiles pour les habitants de Lichen et de ses environs, et seules les apparitions de 1850-1852 ont rendu ce lieu célèbre dans le pays.
Comme le sort du village, le sort du temple local était aussi fixé. En 1415, l'établissement de la paroisse de sainte Dorothée, l'église qui lui est dédiée a été fondée par l'évêque Andrzej Łaskarz. Les Suédois, qui envahirent Lichen en 1655 et tuèrent les habitants du village, n'épargnent pas non plus le temple. Des sources disent que l'église en bois a été entièrement rénovée en 1728. L'église a été démolie en 1800 et une nouvelle a été érigée à sa place. Le comte Łącki était l'héritier du village de Licheń à cette époque. En 1819, Licheń et la paroisse appartenaient à la famille Kwilecki. Même alors, le temple semblait trop petit et la comtesse Izabela Kwilecka prévoyait de construire une église en briques plus grande. Elle posa en 1845 la pierre angulaire de la construction de l'église néo-gothique Sainte-Dorothée actuelle.

### Depuis les apparitions
Cependant, l'appauvrissement des habitants de la paroisse n'était pas propice à la construction. Elle n'a été accélérée que par des événements ultérieurs, ayant sa genèse en 1813, lorsque Tomasz Kłossowski, qui avait été blessé dans une bataille, a connu des apparitions près de Leipzig. Après 23 ans de pèlerinage et de recherche, il trouva le tableau conforme à la vision et en 1844 il l'accrocha dans la forêt. Kłossowski mourut en 1848, et dans les années 1850-1852, le berger Mikołaj Sikatka eut des apparitions similaires. Selon le récit de Sikatka, Marie a demandé un chapelet et a donné de l'espoir pour le temps de la peste. 
En 1852, il y eut une épidémie de choléra. Les gens croyaient au contenu de ces apparitions et la hiérarchie de l'église a décidé de transférer l'image de la forêt à la chapelle en bois servant d'église paroissiale à Licheń (l'église actuelle de Notre-Dame de Częstochowa). Les travaux liés à l'église néo-gothique actuelle ont commencé et en 1858 la peinture a été transférée à l'église nouvellement consacrée à Sainte Dorothée.
Marie avec l'aigle sur la poitrine était aussi un signe de la reconquête de l'indépendance de la Pologne, qui eut lieu en 1918. Les paroles du berger confirmèrent également de nombreux miracles, comme la guérison du clerc Stefan Wyszyński. Lorsque la paroisse de Licheń a été reprise par les mariaux, ils ont également voulu répondre à la demande de Notre-Dame de construire une grande église en son honneur. Dans les années 1994-2004, grâce aux efforts du conservateur Eugeniusz Makulski, MIC, une basilique a été construite sur ce site, qui est l'une des plus grandes églises du monde. Le sanctuaire de Licheń est encore en développement.

## Galerie

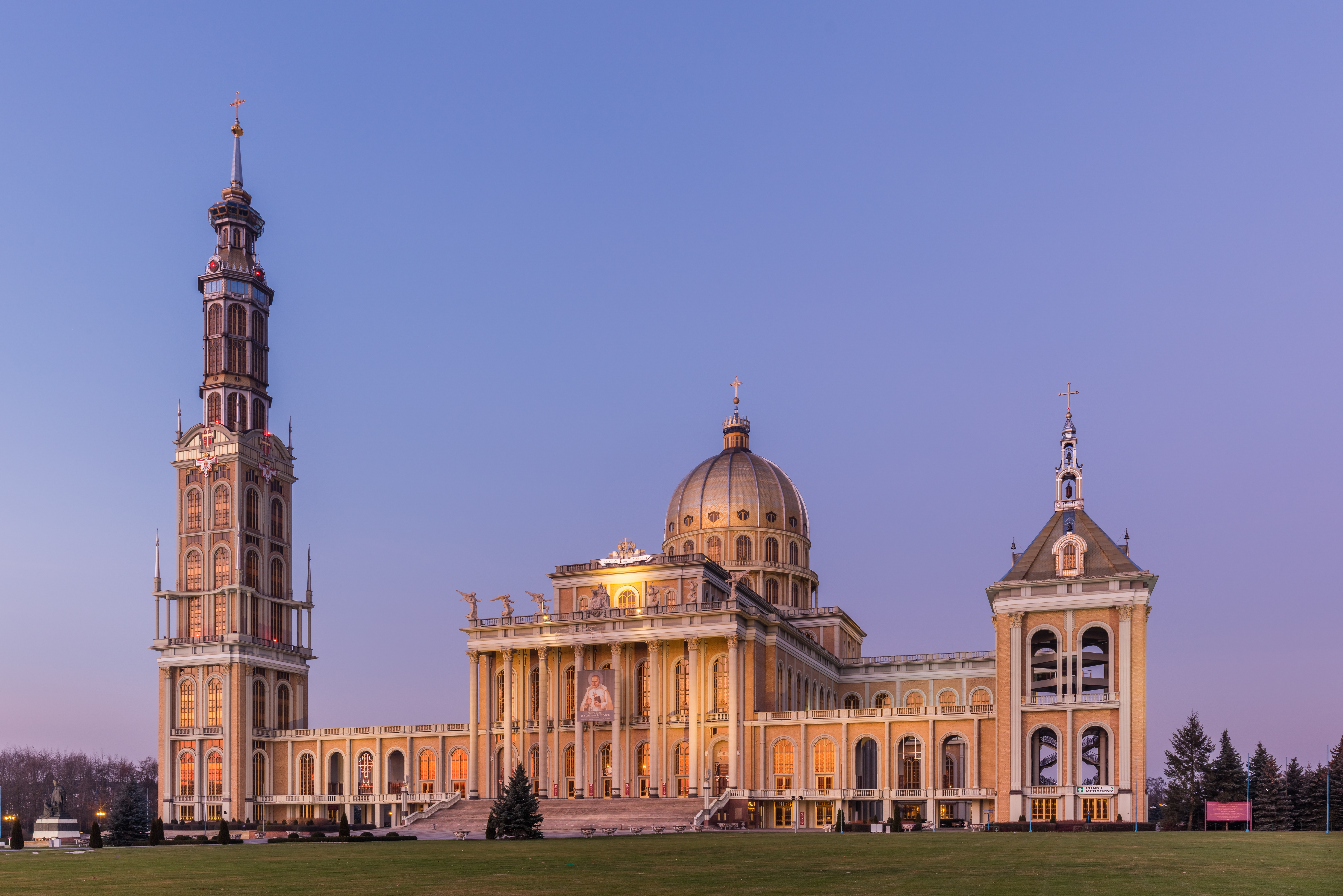
Façade sud.
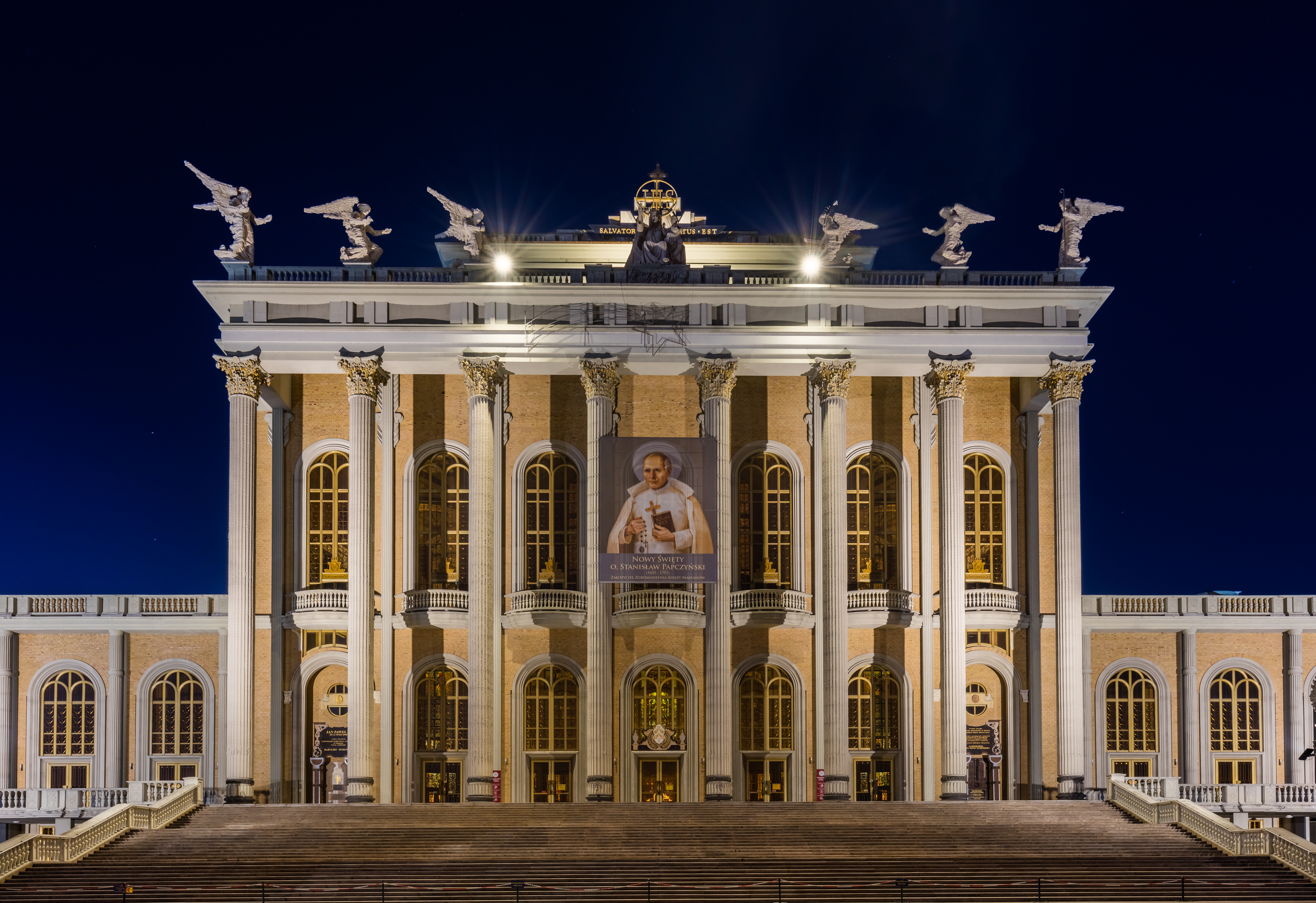
Façade sud du bâtiment principal.
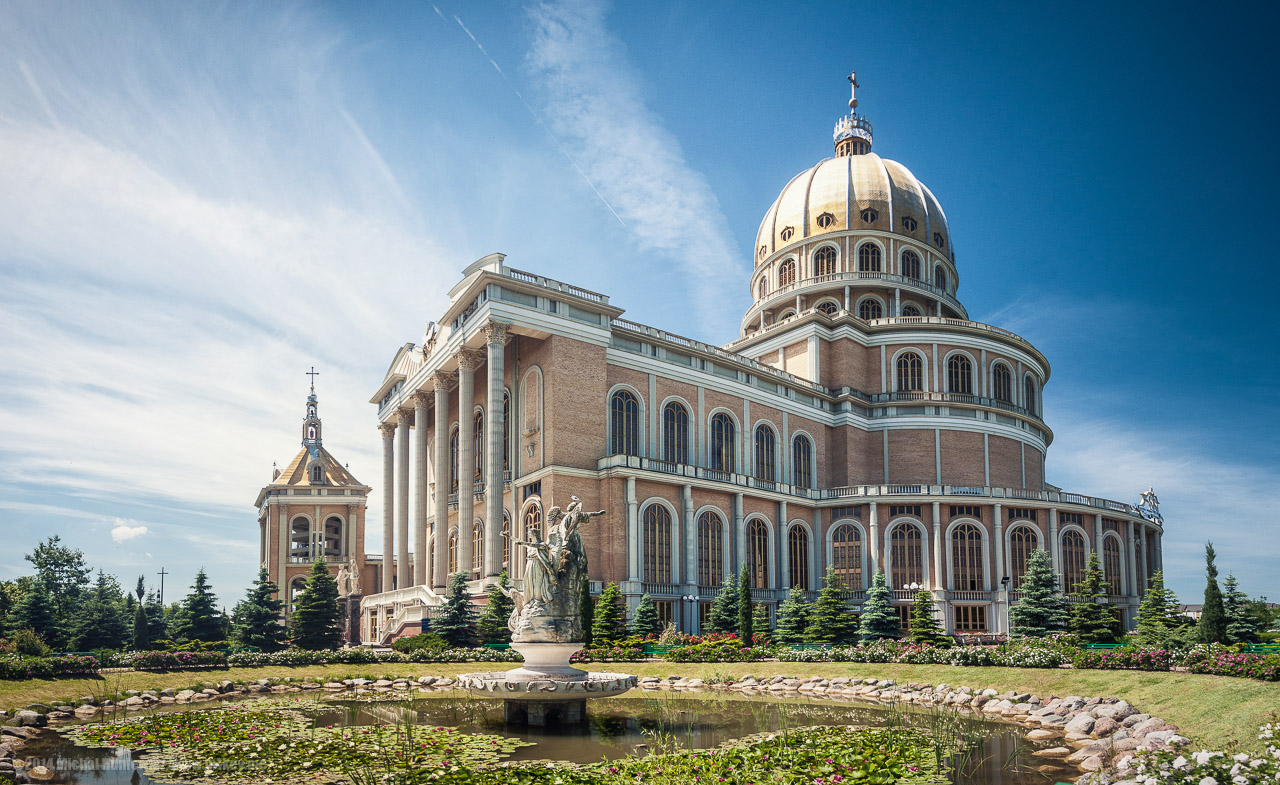
Côté est de la basilique, surplombant la piazza.
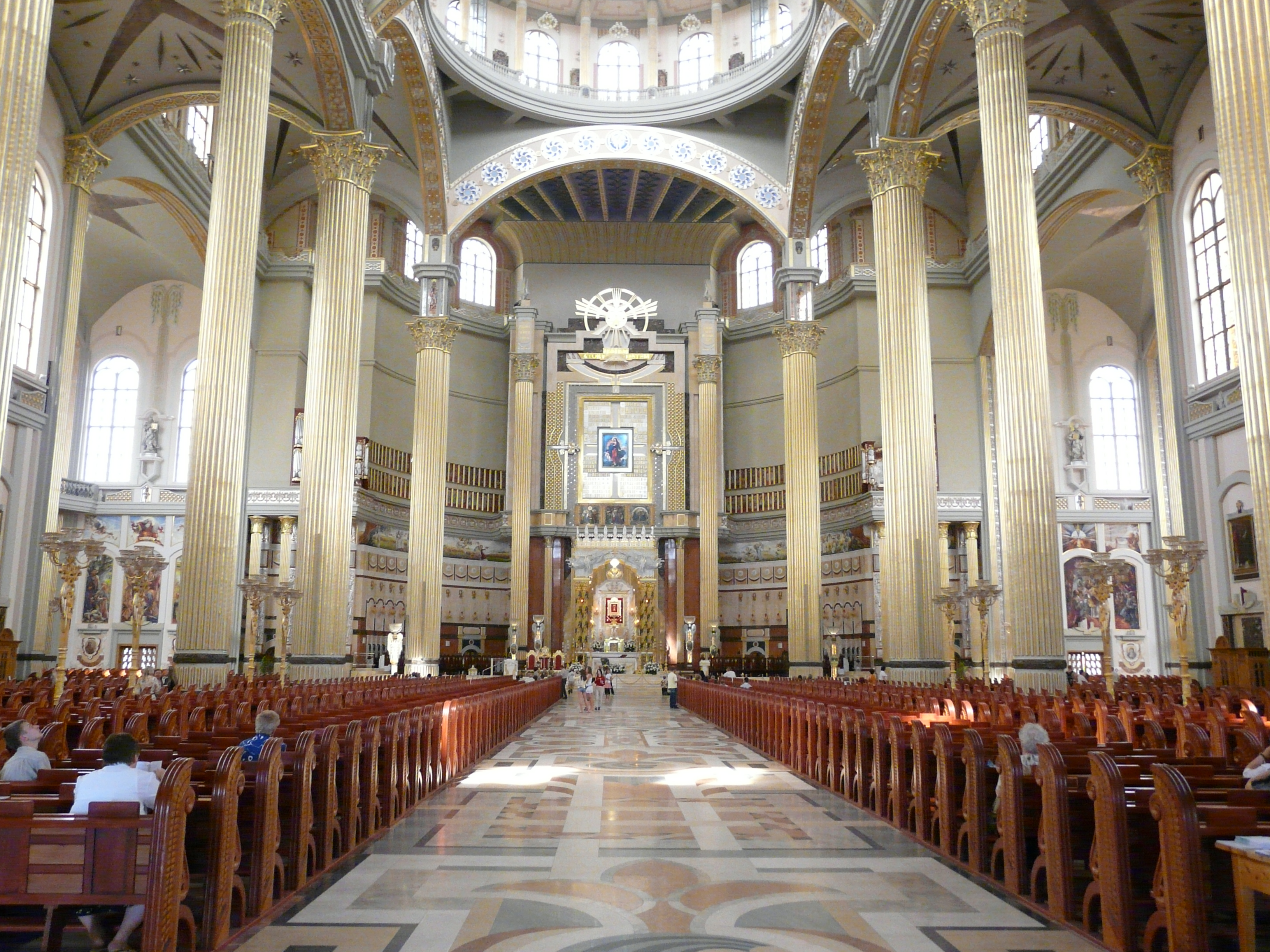
Le maître-autel et l'icône de Notre-Dame de Licheń.
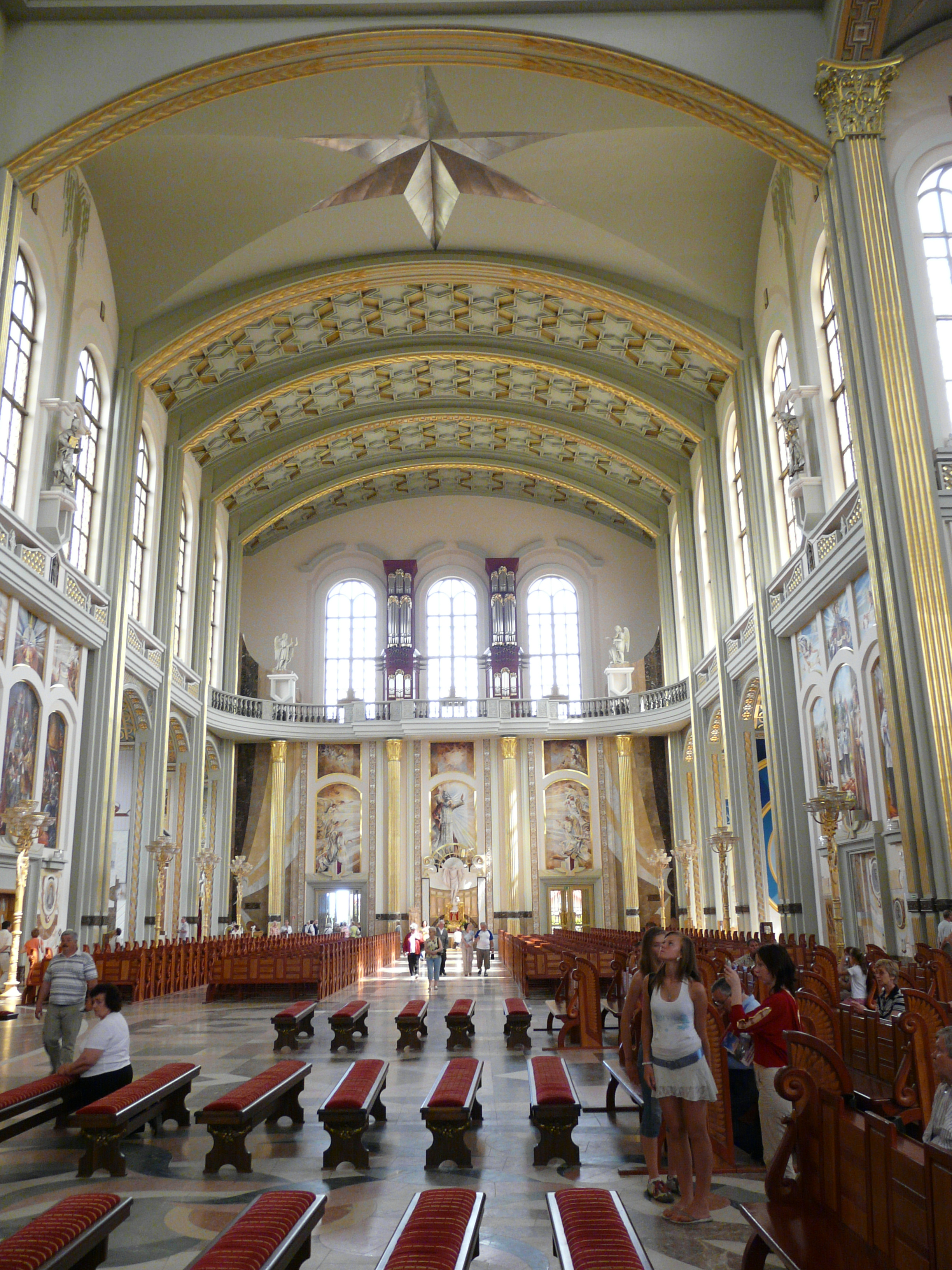
Intérieur de l'aile latérale est de la basilique.
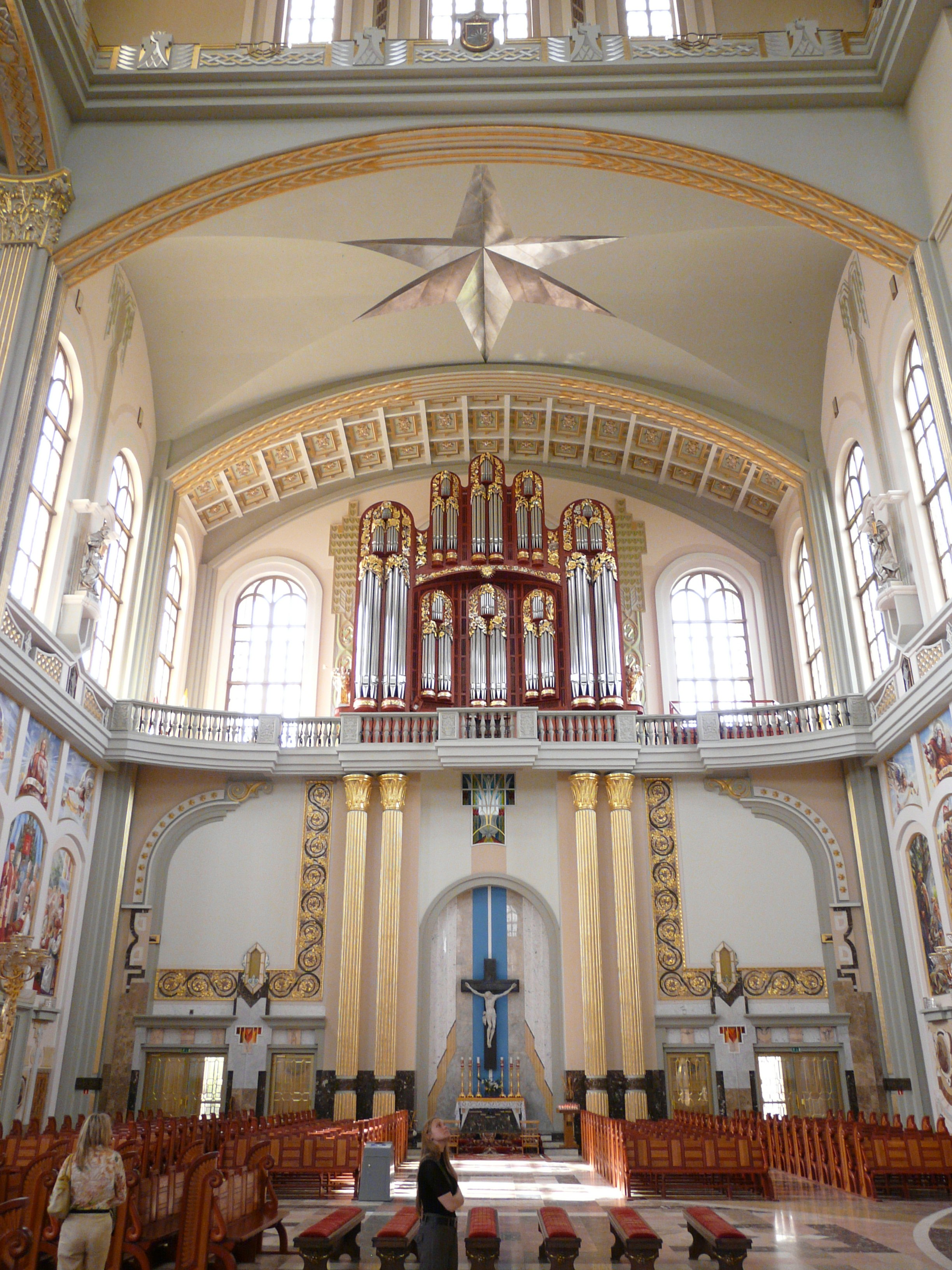
Autel et grand crucifix dans l'aile latérale ouest.
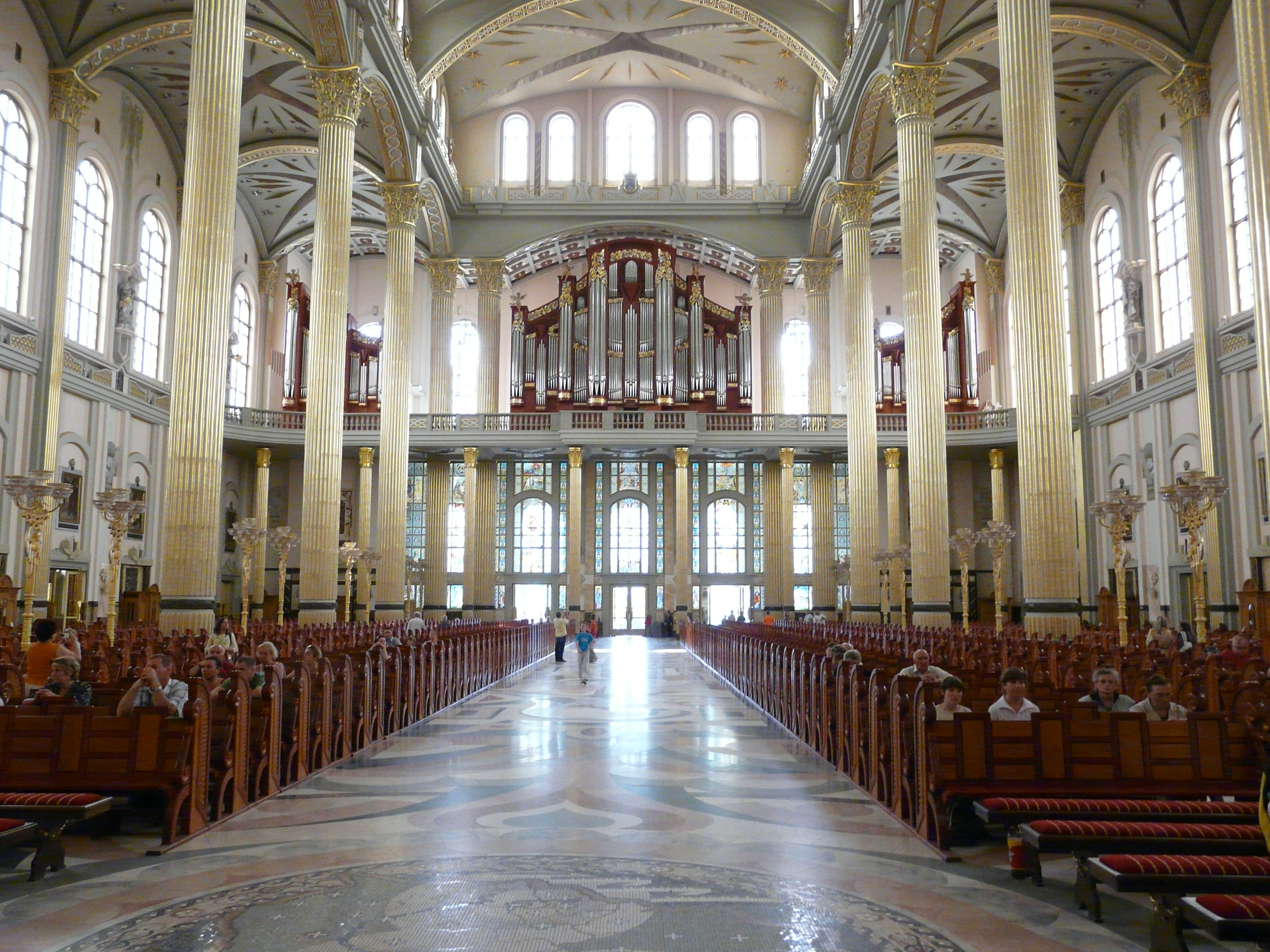
Les orgues de tribune.
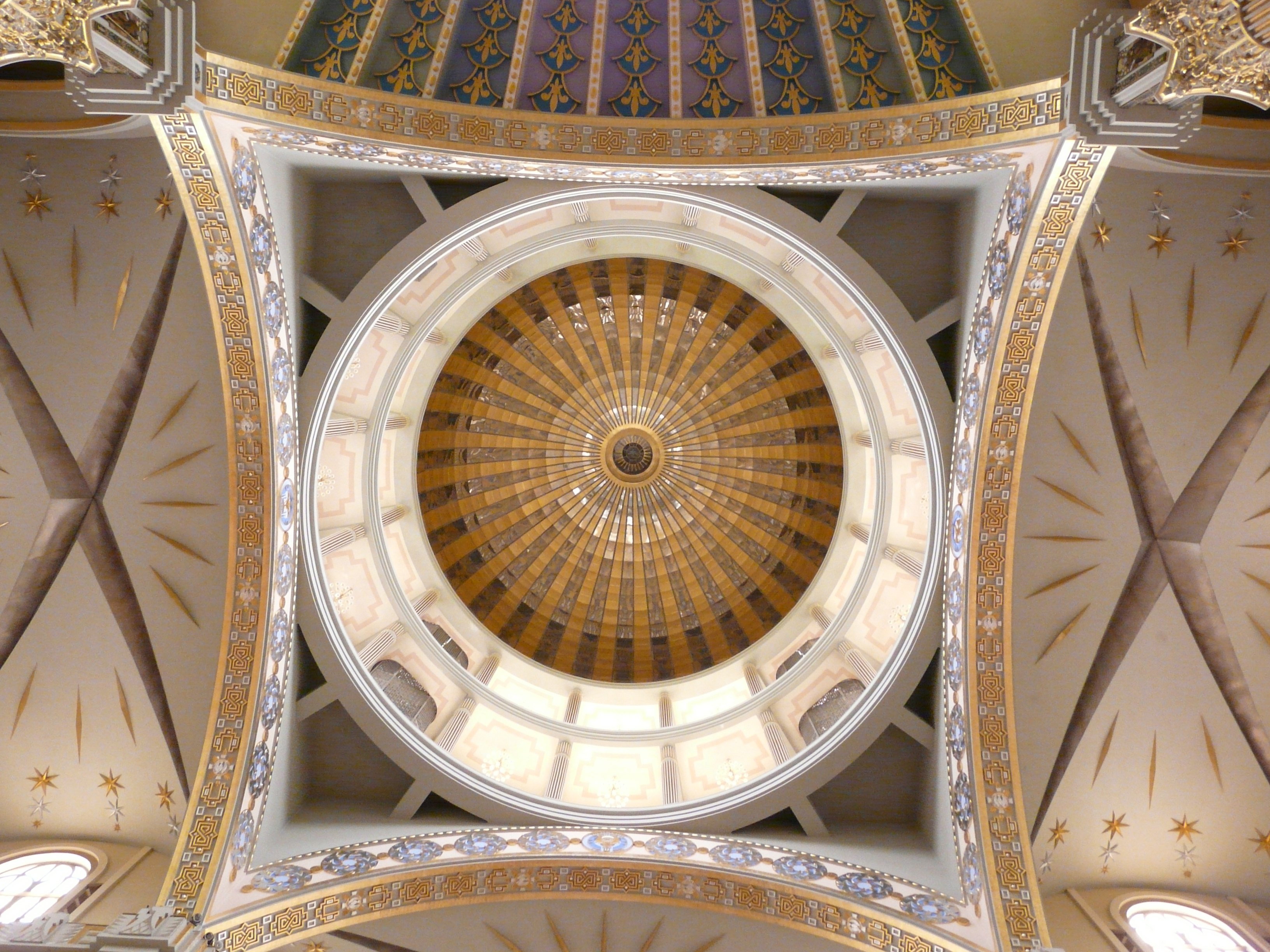
La coupole.